# Schloss Neurode

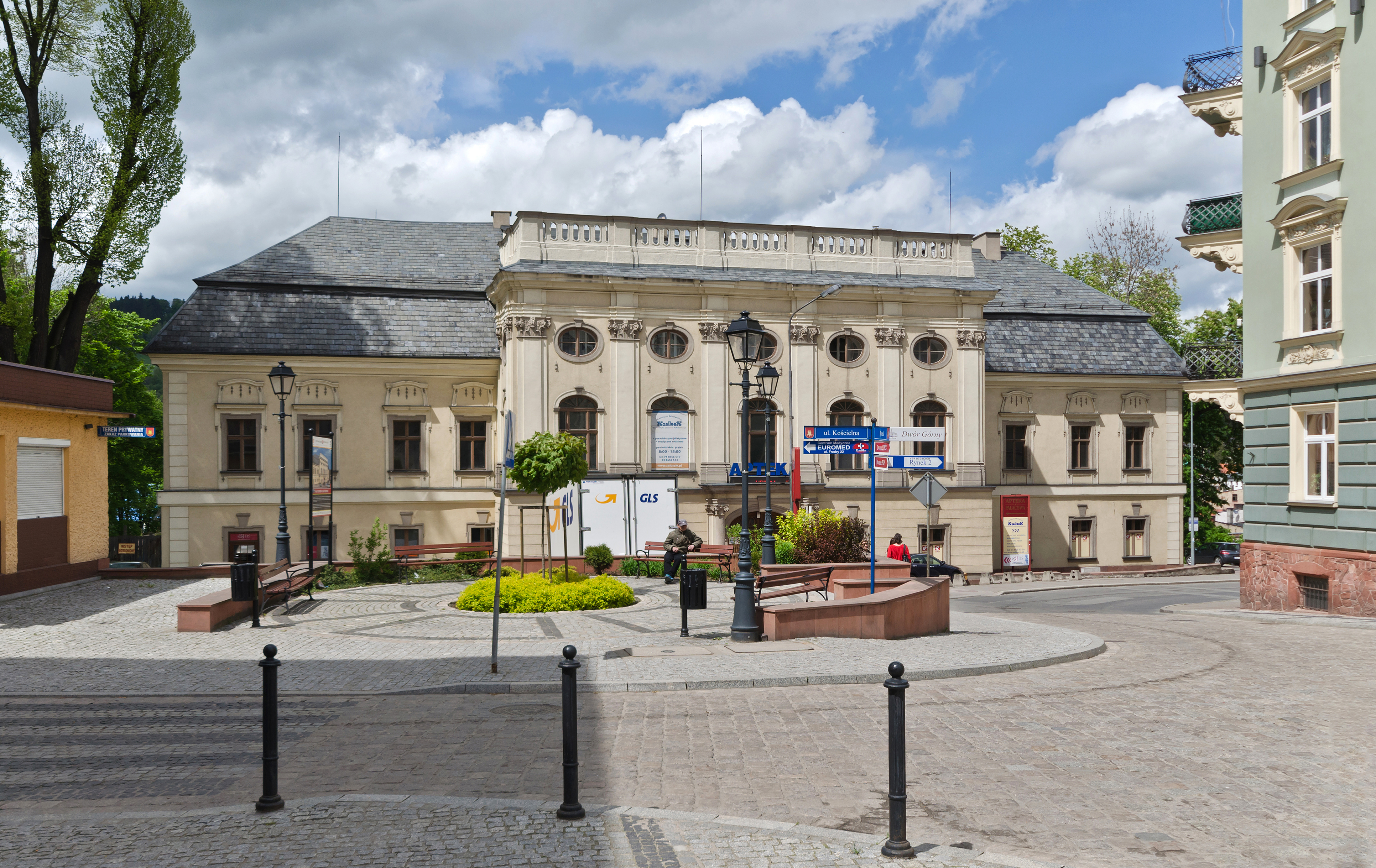
Schloss Neurode

Das Schloss Neurode (polnisch Zamek Stillfriedów w Nowej Rudzie) liegt in Nowa Ruda (deutsch: Neurode) in der Woiwodschaft Niederschlesien in Polen. Historisch gehörte es zur Grafschaft Glatz.

## Geschichte
Das spätere Schloss Neurode entstand am linken Hochufer der Walditz an der Stelle des Hofes „Newenrode“, der 1352 erstmals urkundlich erwähnt wurde und Sitz des Grundherren Hannus (Hanns/Hanß) Wustehube war. Dieser verkaufte den Hof mit dem Städtchen „Newenrode“ und weiteren Besitzungen am 20. September d. J. an Hensel von Donyn. Nach den Zerstörungen in den Hussitenkriegen wurde die Schlossanlage 1428–1464 mit vier Flügeln wiederaufgebaut. 1536–1550 folgte ein Umbau, ebenso 1630. Nach dem Dreißigjährigen Krieg wurde das Schloss (vor 1663) um einen weiteren Flügel mit Gartensaal und darüberliegendem Repräsentationssaal sowie einer Vorburg an der Stadtseite erweitert. Den Entwurf schuf der italienische Baumeister Andrea Carove.
Nach dem Tod des böhmischen Königs Georg von Podiebrad verlieh dessen Sohn Heinrich d. Ä. in seiner Eigenschaft als Graf und Lehnsinhaber der Grafschaft Glatz 1572 Schloss und Herrschaft Neurode an den Parteigänger seines Vaters, Georg Stillfried von Rattonitz. Bei dessen Nachkommen blieben Schloss und Herrschaft Neurode auch nach dem Anfall an Preußen 1742/1763. Wegen finanzieller Schwierigkeiten verkaufte Friedrich August von Stillfried Schloss und Herrschaft Neurode 1810 an Anton Alexander von Magnis auf Eckersdorf. Da beides zwangsverwaltet wurde, erfolgte die Übereignung an dessen Sohn Anton von Magnis (1786–1861) erst im Jahre 1821. Da die Grafen Magnis auf ihrem Schloss Eckersdorf residierten, diente das Schloss Neurode nunmehr als Sitz der Magnis'schen Güterverwaltung, ab 1899 bis zur Enteignung 1945 war dort die Bergwerksverwaltung untergebracht. 1901 wurden Innenräume erneuert und teilweise umgebaut.